# Kastel (Nonnweiler)
Kastel liegt in der Gemeinde Nonnweiler, der nördlichsten Gemeinde des Saarlandes, und gehört zum Landkreis St. Wendel. Es liegt rund 30 km südöstlich von Trier und etwa 45 km nördlich von Saarbrücken und liegt am oberen Lauf der Prims, zwischen dem Höhenzug Peterberg (Trauteberg) und dem Röderberg und Schreck. Kastel ist mit der Anschlussstelle 137 (Braunshausen, Kastel, Wadern, Weiskirchen) an die Bundesautobahn 1 angebunden und war bis zur saarländischen Gebiets- und Verwaltungsreform, 31. Dezember 1973, eine eigenständige Gemeinde.

## Geschichtliches

### Bis zum 18. Jahrhundert
Erstmals urkundlich erwähnt wurde Kastel 1235 durch den Bischof von Verdun, als Lehen des Grafen von Veldenz. Das Verduner Lehensverzeichnis listet Kastel als ersten Hof der Abtei Tholey auf:

„De casamento eomitis de Castris est advocatia abbacie Tholeie cum decem et octo curtibus suis. Dront scilicet, villa que decitur Castres, Bleydedringen...“

Da die Grafen von Blieskastel die Äbte der Abtei Tholey stellen, waren diese auch die Herrscher über Kastel. Der Einfluss der Blieskasteler Grafen war für den Ort von Bedeutung. Als der letzte Mann des Grafenhauses starb, übernahm dessen Tochter Elisabeth und heiratete 1238 Reinhald von Bitsch, ein Bruder des Grafen Matthäus von Lothringen. Herzog Friedrich von Lothringen erhob 1275 Anspruch auf die Grafschaft, die Ehe von Elisabeth kinderlos blieb. Dieser Anspruch wurde von dem Grafen von Salm, der mit einer Schwester Elisabeth´s verheiratet war, unterbunden. So blieb Kastel und die Ortschaften aus dem Löstertal (Rathen, Buweiler, Kostenbach, Oberlöstern) ab dem 2. November 1291 bis 1786, als Exklave zum Herzogtum Lothringen durch die Baillage (Amtsbezirk) Schaumburg (Amt Tholey) im Besitz Verduns. Danach wurde es zur Baillage Bouzonville getauscht und verblieb dort bis 1793, kurz nach der französischen Revolution. 1794 erneut zu Metz und nach den Befreiungskriegen, 1821 wieder zu Trier, so berichten es die sogenannten Karlsurkunden.
Im Dreißigjährigen Krieg hatte Kastel große Verluste, nur noch wenige Feuerstellen blieben übrig. Während der französischen Revolution (1789–1799), wird Kastel 1793 zur Mairie (Bürgermeisterei) aufgewertet und blieb dies fast 20 Jahre lang bis zum Ende der französischen Annexion der linksrheinischen deutschen Territorien während der Revolutionskriege durch die französischen Revolutionsarmeen im Kanton Tholey, Arrondissement Thionville im Département Moselle.

### Ab dem 20. Jahrhundert
1875 gründete sich im Ort der erste Kirchenchor, 1809 wird der Berg- und Hüttenarbeiter Verein gegründet. 1892 erhielt Kastel einen Bahnhof an der Primstalbahn (Nonnweiler-Dagstuhl), dieser lag zwischen Braunshausen und Kastel unweit der Gomm´s Mühle und Handwerker des Ortes gründen den Handwerkerverein. 1902 gründet sich der Obst- und Gartenbauverein, 1908 der Männergesangverein Kastel. Seit den 1920er Jahren wurden am Kloppberg Steine, erstarrter basaltischer Andesit, für den Straßenbau gebrochen. Der Steinbruch wurde Mitte der 1990er Jahre von der Firma Setz Steinbruchbetriebe aufgegeben und als Erd- und Bauschuttdeponie unter der Verwaltung der Gemeinde Nonnweiler, bis 2017, betrieben. In diesem Jahr entsteht auch der 1. FCK (Fussballclub Kastel), 1921 entsteht im Spillert der Sportplatz, 1965 wurde der neue Sportplatz am Scheibchen eingeweiht. Am 17. März 1945 kam es in Kastel, zwischen 15.00–16.00 Uhr, zu einem Gefecht mit Panzerbeteiligung. Sich von Wadrill, über Buweiler/Rathen kommend, zurückziehende Nachhuten der. 6. SS-Gebirgs-Division "Nord", kam es im Ort im Bereich der Kirche, Dr. Spang-Straße, Buweiler Straße und Im Aller, zu einem Gefecht, bei dem 23 deutsche Soldaten und 30 amerikanische Soldaten fielen, 3 deutsche Sturmgeschütze und 3 amerikanische Sherman-Panzer zerstört wurden. Die Soldaten der A-Company des 3. Tankbattalion und die B-Company des 63. Armoured Infantry Battalion besetzten, nach einem 3-stündigen Gefecht, Kastel. Auch ein Zivilist (Johann Leidinger), der in einem Keller Schutz gesucht hatte, kam ums Leben. Durch einsetzenden Artilleriebeschuss, deutscherseits auf Kastel von 23.00 bis 00.00 Uhr, brannte ein Wohnhaus nach einem Treffer ab. Im Giebel der Bäckerei Haupenthal, in der Buweilerstraße, klaffte ein großes Loch, verursacht durch eine Panzergranate. Kastel verlor im Krieg 44 gefallene und 25 vermisste Söhne und Väter und hatte zwei Ziviltote zu beklagen. Bis 1934 kamen die Braunshausener Bürger zur Messe in die Kasteler Kirche. Mitte der 1980er Jahre baute der KABV (Kommunaler Abfallbeseitigungsverband, heute: EVS Entsorgungsverband Saar) die Kläranlage in der Gemarkung "Wählwiese", die die Abwässer für Nonnweiler, Braunshausen, Otzenhausen, Schwarzenbach, Mariahütte, Gomm´s Mühle und Kastel klärt. In den 2010er Jahren wurde die Kläranlage erweitert und modernisiert. Magnus Jung (MdL) ist Ortsvorsteher von Kastel.

## Politik
Bis Kastel nach der saarländischen Gebietsreform 1974 in die Gemeinde Nonnweiler eingegliedert wurde, war es eine selbständige Gemeinde mit einem Bürgermeister. Verwaltungstechnisch unterstand dieser dem Amt Nonnweiler (Amtsbezirk Nonnweiler).

### Bürgermeister/Ortsvorsteher
| Bürgermeister      | Bürgermeister | Bürgermeister |
| Name               | Partei        | Amtszeit      |
| ------------------ | ------------- | ------------- |
| Werle Peter        | -/-           | 1880–1885     |
| Johann Johann      | -/-           | 1885–1890     |
| Hahn Johann        | -/-           | 1895–1905     |
| Loth Michel        | -/-           | 1905–1912     |
| Schneider Matthias | -/-           | 1912–1920     |
| Koch Nikolaus      | -/-           | 1920–1924     |
| Jost Jakob         | -/-           | 1924–1928     |
| Koch Nikolaus      | -/-           | 1928–1932     |
| Saar Josef         | -/-           | 1932–1943     |
| Schneider Matthias | -/-           | 1932–1943     |
| Giebel Josef       | -/-           | 1948–1956     |
| Schneider Matthias | -/-           | 1956–1968     |
| Schäfer Gerhard    | CDU           | 1968–1974     |

| Ortsvorsteher   | Ortsvorsteher | Ortsvorsteher |
| Name            | Partei        | Amtszeit      |
| --------------- | ------------- | ------------- |
| Ganz Hubert     | SPD           | 1974–1983     |
| Klos Josef      | CDU           | 1983–1994     |
| Seelbach Gerd   | CDU           | 1994–2008     |
| Hahn Joachim    | CDU           | 2008–2009     |
| Dr. Jung Magnus | SPD           | seit 07/2009  |

### Ortsrat
Der Ortsrat besteht aus neun Mitgliedern, fünf Sitze hält die SPD und vier Sitze die CDU. FDP, Linke und Grüne sind nicht vertreten. (Stand Juli 2019)

### Wappen
"In Silber auf grünem Boden eine rote Zinnenmauer mit zwei offenen Fensterluken und silbernem geschlossenem Tor, besetzt mit zwei Zinnentürmen, mit je einer offenen Fensterluke; zwischen Türmen schwebend ein goldenes Schildchen, darin ein roter Schrägbalken, dieser nach der Figur belegt mit drei gestümmelten Adlern."
Begründung
"Castel - vom Volke Primskastel genannt; 1276 Castel; lat. castellum = Befestigung, Burg, auf Anhöhe gelegener Wohnplatz;" 
Die im Wappen gezeichnete Burg, soll auf das "castellum" hinweisen, von dem der Ort seinen Namen ableitet. Das goldene Schild mit dem roten Schrägbalken soll auf die Verbindung des Ortes mit dem Herzogtum Lothringen hinweisen, dessen Exklave Kastel seinerzeit war. Die Exklave unterstand der Baillage (Amt) Schaumburg bis 1786. Ab 1793, nach der französischen Revolution, wurden die Dörfer der Exklave als "Mairie de Castel" dem Kanton Tholey, Arrondissement Thionville im Département Moselle zugeteilt und blieb dort bis 1813.

## St. Wilfridus
Bereits 1185 wurden die unteren 12 m des späteren Kirchturms, vermutlich als ein Bergfried, durch die Blieskasteler Grafen errichtet. Man geht davon aus, dass die beiden ersten Kirchen aus Holz gebaut waren. Zur dritten Kirche, die im 16. Jahrhundert gebaut wurde, liegen Beschreibungen durch Nikolaus Robin, der Baumeister des Herzogs von Lothringen vor: Das Kirchenschiff war 8,15 m lang und 7,15 m breit, der Chor maß 4,90 mal 4,90 m und hatte durch das Satteldach eine Höhe von ca. 13 m. Sie hatte den Dreißigjährigen Krieg gut überstanden, man fand aber 1692, dass sie reparaturbedürftig sei. Die Abtei Tholey forderte hierzu die Kasteler Pfarrkinder auf, die notwendigen Reparaturen auszuführen. 1739 war, die bereits mit Schiefer gedeckte Kirche, in einem guten Zustand – aber zu klein geworden. Am 3. April 1776 stellt der Baumeister des Herzogs fest:

„totalement en ruin, n'ayant plus que un bout de mur sans toiture“

„gänzlich zerfallen, nur noch Mauerreste ohne Dach“

1777 wurde der Neubau begonnen, zuvor wurde die Kirche 1771 "Interdiciert". Das bedeutet, dass dort keine Messen mehr abgehalten werden durften. Als Resultat von Gerichtsprozessen, von 1774–1776, wurden die Zuständigkeiten geklärt, unter wessen die Kirche erbaut werden darf. Unter der Leitung von Nikolaus Robin, Baumeister des Herzogs von Lothringen, begannen die Bauarbeiten 1777. Der Anfang dazu machte der Pfarrer der Pfarrei Leonhardt, er ließ das alte Kirchenschiff niederreissen und um Geld zu sparen wollte er das neue Kirchenschiff an den Chor anbauen. Es berichtet die Chronik:

„... des Nachts kamen mehrere Leute mit Hebeeisen und Schmiedehämmer und brachten den Chor zum Einsturz“

1778 waren die Bauarbeiten am Gotteshaus abgeschlossen. Jedoch hielten sich Ausführenden nicht an die Anforderungen des Hofbaumeisters: So schaffte man aus einem Steinbruch unweit von Braunshausen schlechten Sandstein heran für das Kirchenportal und die Kirchenfenster. Dazu gab es einen Rechenfehler in dem Kostenvoranschlag, der noch existiert, bei dem sicher herausstellte, dass er 10 % zu niedrig angesetzt war. Wie die Chronik berichtet, bürgte Pfarrer Leonhardt dem Bauunternehmer. Als dieser Konkurs anmeldete, gingen die Restforderungen auf den Pfarrer nieder, der alle Kosten bezahlen musste.

„... dies traf ihn so schwer, dass er ein jahr später an Herzeleid verstab“

Auch sein Bruder wurde verurteilt, 500 lothringische Livres zu zahlen.

## Vereine
- FC Kastel 1920 e. V.
- Handwerkerverein
- Seniorenverein Kastel
- Aktion Peruhilfe e. V.
- Freiwillige Feuerwehr LBZ Kastel
- Katholische Frauengemeinschaft Kastel
- Obst,- Garten und Naturfreunde Kastel e. V.
- Pfarrkapelle Kastel
- Sing Family